# Dicerma biarticulatum
Dicerma biarticulatum là một loài thực vật có hoa trong họ Đậu. Loài này được (L.) DC. mô tả khoa học đầu tiên.